# Álvaro Rudolphy
Álvaro Gonzalo Rudolphy Fontaine  (Santiago, 24 de mayo de 1964) es un modelo y actor chileno de teatro, cine y televisión. También se ha desempeñado como director de teatro y rostro publicitario y de prestigiosas marcas.
En su filmografía destacan títulos como la comedia romántica Amores de mercado, junto a Ángela Contreras; el thriller psicológico Alguien te mira, o el drama de época Perdona nuestros pecados.

## Primeros años de vida
Es hijo de Gonzalo Rudolphy Sánchez, arquitecto, y de Ivonne Fontaine Pepper, magíster en educación y académica. Nació en Santiago, pero fue criado en Viña del Mar y Concepción, donde estudió en la Alianza Francesa. Cuando sus padres se separaron, regresó a Viña del Mar junto a su madre y sus dos hermanos. Es sobrino de la también actriz Coca Rudolphy. Egresó del Colegio de los Sagrados Corazones de Valparaíso en 1980.
Luego estudió un año de francés y otro ingeniería en alimentos en la Pontificia Universidad Católica de Valparaíso, y finalmente optó por el teatro, área a la que se había acercado desde la enseñanza media. Realizó sus estudios de actuación en la Escuela de Teatro Imagen de Gustavo Meza.

## Trayectoria

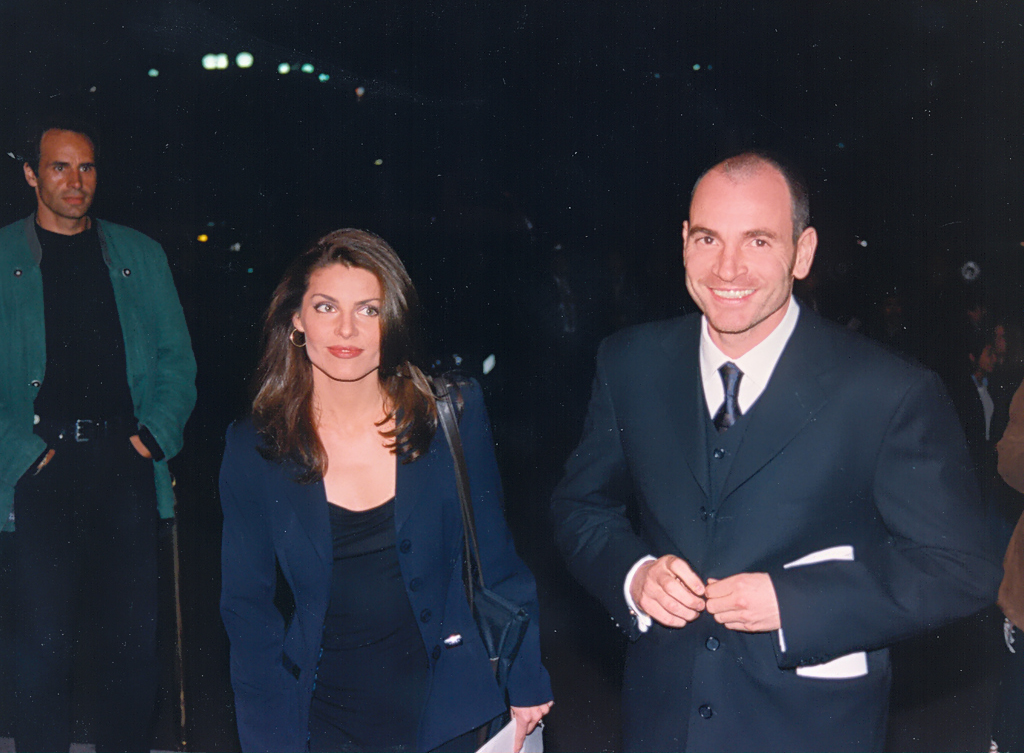
Junto a Andrea Molina en el Festival de Cine de Viña del Mar 1998.

Su debut en televisión fue en 1988, en la telenovela Matilde dedos verdes de Universidad Católica de Chile Televisión, actual Canal 13. En 1995 emigraría a TVN donde obtendría su primer protagónico en Estúpido Cupido, interpretando a Aníbal Donoso, personaje que se enamora de Mónica Tagle (Carolina Fadic). De ahí en adelante, Rudolphy se convertiría en uno de los rostros más visible de la época de Oro de la telenovela chilena, donde fue elenco estable de exitosas telenovelas como Sucupira (1996), Oro verde (1997), Aquelarre (1999) y Amores de mercado (2001), esta última la más vista en la historia de la televisión chilena en la era del people meter.
Rudolphy seguiría en TVN durante la década de 2000, donde se convertiría en uno de los actores más reconocidos del área dramática de dicho canal. Estaría en telenovelas como Alguien te mira (2007), El señor de La Querencia (2008) y ¿Dónde está Elisa? (2009), todas de gran éxito y bajo la dirección de María Eugenia Rencoret.
En 2014, Rencoret emigra a Mega donde asume la dirección de una nueva área dramática, a la cual Rudolphy se une. Así, protagoniza Pituca sin lucas junto a Paola Volpato e Íngrid Cruz, quienes también venían de TVN. La telenovela es un éxito de audiencia y logra revivir el horario vespertino de la televisión. Otro de sus éxitos en Mega es el thriller Perdona nuestros pecados.
En diciembre de 2019, Rudolphy decidió no renovar contrato con Mega, luego de no aceptar rebajar su salario. Sin embargo, al año siguiente firmó un millonario contrato con Canal 13 para protagonizar una de sus ficciones. Con esto Álvaro volvió a Canal 13 tras 26 años.

## Vida personal
En 2008 se comprometió con su pareja, la periodista Catalina Comandari. Tiene 2 hijos.
Desde 2001 hasta 2009, recibió remuneraciones de 10 millones de pesos, como actor principal de TVN, ocupando el tercer puesto de los mejores pagados detrás de Claudia Di Girolamo y Francisco Reyes.
Rudolphy entre 2014 y 2019 fue el actor mejor pagado de la televisión chilena, seguido por Jorge Zabaleta y Gonzalo Valenzuela. Los ingresos del actor superaron los 20 millones de pesos, debido a sus ganancias como actor principal de Mega. Ha sido rostro publicitario de Enjoy Coquimbo, Tottus y Hyundai.

## Controversias
En 2017 una publicación de un sitio especializado en televisión difundió las grandes cifras que reciben los actores de Mega y evidenció las altas brechas salariales que existen entre Rudolphy y las actrices del canal. Ante esto, actrices como Ximena Rivas, Mariana Loyola, Loreto Valenzuela y Paola Volpato, criticaron la dispar situación y exigieron mayor equidad de género en los contratos.

## Filmografía
| Año  | Título                           | Papel             | Director         |
| ---- | -------------------------------- | ----------------- | ---------------- |
| 1998 | El entusiasmo                    | Guillermo         | Ricardo Larraín  |
| 1999 | Cinco marineros y un ataúd verde | Peter             | Miguel Littin    |
| 1999 | El duelo                         | Amador Martínez   | Miguel Littin    |
| 2000 | Tierra del fuego                 | Schaeffer         | Miguel Littin    |
| 2003 | Sexo con amor                    | Álvaro            | Boris Quercia    |
| 2008 | Chile puede                      | Jaime Estay       | Ricardo Larraín  |
| 2009 | Ilusiones ópticas                | Gonzalo           | Cristián Jiménez |
| 2011 | Sal                              | Vaquero           | Diego Rougier    |
| 2014 | Brillantes                       | Víctor Gómez      | Ignacio González |
| 2014 | Romance policial                 | Martínez          | Jorge Durán      |
| 2020 | Mientes                          | José Antonio Lira | Él mismo         |
| 2025 | ¿Cuándo te vas?                  | Patricio          | Boris Quercia    |

| Año  | Título                      | Papel         | Director      |
| ---- | --------------------------- | ------------- | ------------- |
| 2009 | El sueño del muerto Padilla | Benavides     | Pablo Vial    |
| 2013 | Cuando se espera el sueño   | Manuel Rojas  | Pablo Vial    |
| 2018 | La invención del sueño      | —             | Pablo Vial    |
| 2023 | Johanna                     | como director | como director |

## Televisión
| Año       | Título                   | Papel                             | Ref.   |
| --------- | ------------------------ | --------------------------------- | ------ |
| 1988      | Matilde dedos verdes     | Mauricio Echandi                  |        |
| 1989      | Bravo                    | Mauricio González                 |        |
| 1990      | Acércate más             | Rodrigo Montero                   |        |
| 1991      | Ellas por ellas          | Carlos Luco                       |        |
| 1992      | El palo al gato          | Aníbal López                      |        |
| 1993      | Marrón glacé             | Konstantín "Kostia" Karalakis     |        |
| 1994      | Champaña                 | Juan José Sanfuentes              |        |
| 1995      | Estúpido cupido          | Aníbal Donoso                     | [ 29 ] |
| 1996      | Sucupira                 | Rafael Aliaga                     |        |
| 1997      | Oro verde                | Cristóbal Ossandón                |        |
| 1998      | Borrón y cuenta nueva    | Rubén Salgado                     |        |
| 1999      | Aquelarre                | Juan Pablo Huidobro               |        |
| 2000      | Santo ladrón             | Adrián Villegas                   |        |
| 2001      | Amores de mercado        | Pedro Solís / Rodolfo Ruttenmeyer | [ 30 ] |
| 2002      | Purasangre               | Miguel Callassis                  |        |
| 2003      | Pecadores                | Simón Valladares                  |        |
| 2004      | Destinos cruzados        | Daniel Riquelme                   |        |
| 2007      | Alguien te mira          | Julián García                     | [ 31 ] |
| 2008      | El señor de La Querencia | Manuel Pradenas                   |        |
| 2009      | ¿Dónde está Elisa?       | Camilo Rivas                      |        |
| 2009–2010 | Conde Vrolok             | Domingo Vrolok                    | [ 32 ] |
| 2010      | La familia de al lado    | Gonzalo Ibáñez                    |        |
| 2011      | Su nombre es Joaquín     | Joaquín Arellano                  |        |
| 2012–2013 | Separados                | Jaime Mathews                     |        |
| 2013      | Somos los Carmona        | Facundo Carmona                   |        |
| 2014–2015 | Pituca sin lucas         | Manuel Gallardo                   |        |
| 2016      | Pobre gallo              | Nicolás Pérez de Castro           |        |
| 2017–2018 | Perdona nuestros pecados | Armando Quiroga                   |        |
| 2019      | Juegos de poder          | Mariano Beltrán                   |        |
| 2024      | Secretos de familia      | Martín Fernández                  | [ 33 ] |
| 2025–2026 | Aguas de oro             | Carlos Ruiz-Tagle                 |        |

## Publicidad
- Compañía de teléfonos de Chile CTC  (1988)
- Casino Enjoy Coquimbo junto a Ángela Prieto
- Iansa (2013) - Protagonista del comercial
- Tottus (2015-2016) junto a Ingrid Cruz
- Hyundai (2012-presente) junto a Francisco Melo

## Teatro
- Ser un romántico viajero (Colectivo ICTUS. Actor), 1984
- Aus (de Ana María Matta. Actor y Director), 1986
- El Calandrajo (Actor), 1987
- Locos de amor (de Sam Shepard. Actor), 1990
- La noche de Madame Lucienne (de Copi. Actor)
- El guante de hierro (de Jorge Díaz. Actor)
- Bareatoa (Coautor y Director)
- Échate Mentolatum (Autor y Director)
- Lomas del Paraíso (de David Mamet. Actor)
- La Playa (Autor y Director)
- Quémalo (de Lanford Wilson. Actor), 2003
- Night Mother (de Marsha Norman. Director), 2005
- El virus (Autor y Director), 2006
- El Club de la Corbata (de Fabrice Roger-Lacan. Director), 2006
- Tape (de Stephen Belber, Director), 2008
- Escape libre (Autor y actor), 2008
- El rapto en el serrallo (Ópera) Personaje: Selim (Dir. Miryam Singer), 2009
- Días de vino y rosas (de Owen McCafferty. Actor), 2010
- Divorciados (Creación colectiva. Actor y Director), 2013
- Envenenados (Autor y Director), 2016
- “El Velorio” (Autor y Director), 2017
- El bar (Director y actor), 2018

### Zoom
- Háblame (Ictus, 2020)

## Podcast
- Caso 63: Lo que viene después de la pandemia (Spotify, 2020) - Subcomisario Ernesto Ardiles.
- Ave de presa (Emisor Podcasting , 2021) - Fabián Miller.

## Radio
- Radio Imagina (2023).[34]

## Vídeos musicales
| Año  | Título                  | Artista          | Dirección      |
| ---- | ----------------------- | ---------------- | -------------- |
| 2023 | Nos Lo Hemos Dicho Todo | Myriam Hernández | Ricardo Olguín |

## Premios y nominaciones
En lo largo de su trayectoria cinematográfica y televisiva,  ha obtenido numerosos reconocimientos, entre ellos 5 nominaciones (tres victorias) al Premios Altazor, 3 nominaciones (dos victorias) al Premio APES, 6 nominaciones (tres victorias) al Copihue de Oro y 2 nominaciones (una victoria) al Premio Caleuche. 
| Año  | Premio                                 | Categoría                             | Producción                 | Resultado |
| ---- | -------------------------------------- | ------------------------------------- | -------------------------- | --------- |
| 2000 | Premio Altazor de las Artes Nacionales | Mejor actor de cine                   | El entusiasmo              | Nominado  |
| 2002 | Premio Altazor de las Artes Nacionales | Mejor actor de televisión             | Amores de mercado          | Ganador   |
| 2004 | Premio Altazor de las Artes Nacionales | Mejor actor de cine                   | Sexo con amor              | Ganador   |
| 2008 | Premio Altazor de las Artes Nacionales | Mejor actor de televisión             | Alguien te mira            | Ganador   |
| 2010 | Premio Altazor de las Artes Nacionales | Mejor actor de televisión             | ¿Dónde está Elisa?         | Nominado  |
| 2001 | Premios Apes                           | Mejor actor principal de televisión   | Amores de mercado          | Ganador   |
| 2004 | Premios Apes                           | Mejor actor de cine                   | Sexo con amor              | Nominado  |
| 2009 | Premios Apes                           | Mejor actor principal de televisión   | ¿Dónde está Elisa?         | Ganador   |
| 2001 | TV Grama                               | Mejor actor                           | Amores de mercado          | Ganador   |
| 2007 | TV Grama                               | Mejor actor                           | Alguien te mira            | Ganador   |
| 2007 | Copihue de Oro                         | Actor popular                         | Alguien te mira            | Ganador   |
| 2011 | Copihue de Oro                         | Actor popular                         | Su nombre es Joaquín       | Nominado  |
| 2013 | Copihue de Oro                         | Actor popular                         | Somos los Carmona          | Nominado  |
| 2015 | Copihue de Oro                         | Actor popular                         | Pituca sin lucas           | Ganador   |
| 2017 | Copihue de Oro                         | Actor popular                         | Perdona nuestros pecados   | Ganador   |
| 2018 | Copihue de Oro                         | Actor popular                         | Perdona nuestros pecados 2 | Nominado  |
| 2019 | Copihue de Oro                         | Actor popular                         | Juegos de poder            | Nominado  |
| 2014 | Premio Calunga Trophy                  | Mejor actor de soporte en cine        | Romance policial           | Ganador   |
| 2016 | Premios Caleuche                       | Mejor actor protagónico de teleseries | Pituca sin lucas           | Nominado  |
| 2018 | Premios Caleuche                       | Mejor actor protagónico de teleseries | Perdona nuestros pecados   | Ganador   |

## Reconocimientos
- Distinción Excelso Ejecutante de las Artes de la Representación por Teatro Imagen (2011).[35]